# Tour 2005 "JOKER"
『tour 2005 "JOKER"』（ツアーにせんご ジョーカー）は日本のバンド、Janne Da Arcのライブビデオ。2009年3月25日発売。発売元はcutting edge。

## 解説
2005年に行われた「tour 2005 "JOKER"」の最終公演の模様を映像化。今回はDVDの他、Blu-ray Discでも発売された。尚、このライブの模様は過去に「フジテレビ721」で放送されたことがある。
テレビでカットされた「Hunting」とMCを収録。

## 収録曲
1. in silence
2. ツメタイカゲロウ
3. OASIS
4. ダイヤモンドヴァージン
5. 仮面
6. HELL or HEAVEN 〜愛しのPsycho Breaker〜
7. マリアの爪痕
8. 風にのって
9. DOLLS
10. easy funky crazy
11. 月光花
12. I'm so Happy
13. Love is Here
14. Heavy Damage
15. WILD FANG
16. Mr. Trouble Maker
17. D DROP
18. explosion
19. feel the wind
20. -救世主 メシア-
21. Hunting